# Neustadt am Main
Neustadt am Main är en kommun och ort i Landkreis Main-Spessart i Regierungsbezirk Unterfranken i förbundslandet Bayern i Tyskland.
Kommunen ingår i kommunalförbundet Lohr am Main tillsammans med kommunerna Neuendorf, Rechtenbach och Steinfeld.